# Галактионов, Владимир Сергеевич
Владимир Сергеевич Галактионов (21.07.1931 — 14.01.2018) — российский учёный в области создания межконтинентальных баллистических ракет новых поколений, доктор технических наук, профессор, заслуженный деятель науки РФ (1996).

## Биография
Родился 21 июля 1931 года в селе Остолопово Алексеевского района Татарской АССР (ныне — село Речное Республики Татарстан).
Окончил среднюю школу в городе Краснокамск Пермской области и поступил на факультет энергетического машиностроения Ленинградского политехнического института имени М. И. Калинина. После 4 курса призван на военную службу и зачислен на 5 курс Факультета реактивного вооружения Военной Артиллерийской инженерной Академии имени Ф. Э. Дзержинского, который окончил в декабре 1954 года по специальности «инженер-механик по артиллерийским приборам».
Служил заместителем начальника отделения подготовки исходных данных штаба дивизиона в/ч 57246 (72-я Инженерная Гомельская ордена Ленина, Краснознамённая орденов Суворова, Кутузова и Богдана Хмельницкого бригада Резерва Верховного Главнокомандования, с. Медведь Новгородской области). Занимался обучением личного состава расчёту полётных заданий для баллистических ракет Р-1 и Р-2.
Предложил новый метод и прибор для прицеливания ракет и направил документацию в 4 ЦНИИ МО, куда и был переведен в феврале 1957 г. Занимал должности: старший научный сотрудник, начальник отдела баллистики.
Разработал систему расчетных методов, нашедших широкое применение для баллистического обеспечения пусков и боевого планирования.
В 1968 году защитил кандидатскую, а в 1983 году — докторскую диссертацию.
Также был утверждён в звании профессора.
Основатель научной школы, которая насчитывает 15 кандидатов технических наук.
В 1992 году в звании полковника уволен с военной службы в связи с достижением предельного возраста. Продолжил работу в 4-ЦНИИ МО в должности ведущего научного сотрудника.
Заслуженный деятель науки РФ (1996) - звание присвоено за заслуги в разработке приоритетных направлений науки и техники, создании научных школ, воспитании и подготовке научных кадров. Награждён многими медалями, в том числе «За безупречную службу» I, II, III степеней.
Умер 14 января 2018 года. Похоронен в Москве на Останкинском кладбище.